# Biodroid
Biodroid foi uma empresa focada no desenvolvimento de videojogos, livros digitais e aplicações multiplataforma para videoconsolas, computadores, smartphones, tablets e Smart TVs. A empresa foi fundada em 2007, na cidade de Lisboa, Portugal.
Em 2012, a empresa apresentou receitas próximas de 500 000 euros.
Em 2017, a empresa declarou processo de insolvência, seguida pela sua dissolução e liquidificação.

## Conteúdo desenvolvido

### Videojogos
- Billabong Surf Trip[6]
- Cristiano Ronaldo Freestyle
- Let's Play Pet Hospitals
- MegaRamp: Skate Rivals[7]
- MegaRamp The Game[6]
- Moche Surf Series
- Miffy’s World
- NV Runners[8]
- Popota Superstar[9]
- Rural Value[10]
- Super Sorrisos[11]
- The Activision Decathlon[12]

### Aplicações
- Record Londres 2012
- +Music